# Пальманова

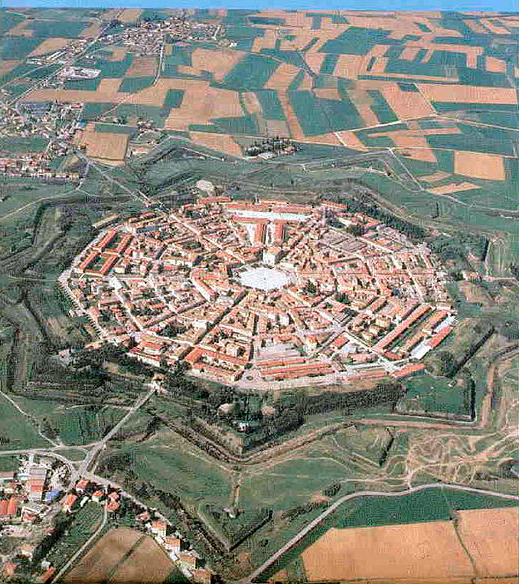
Вид з пташиного польоту на місто Пальманова.

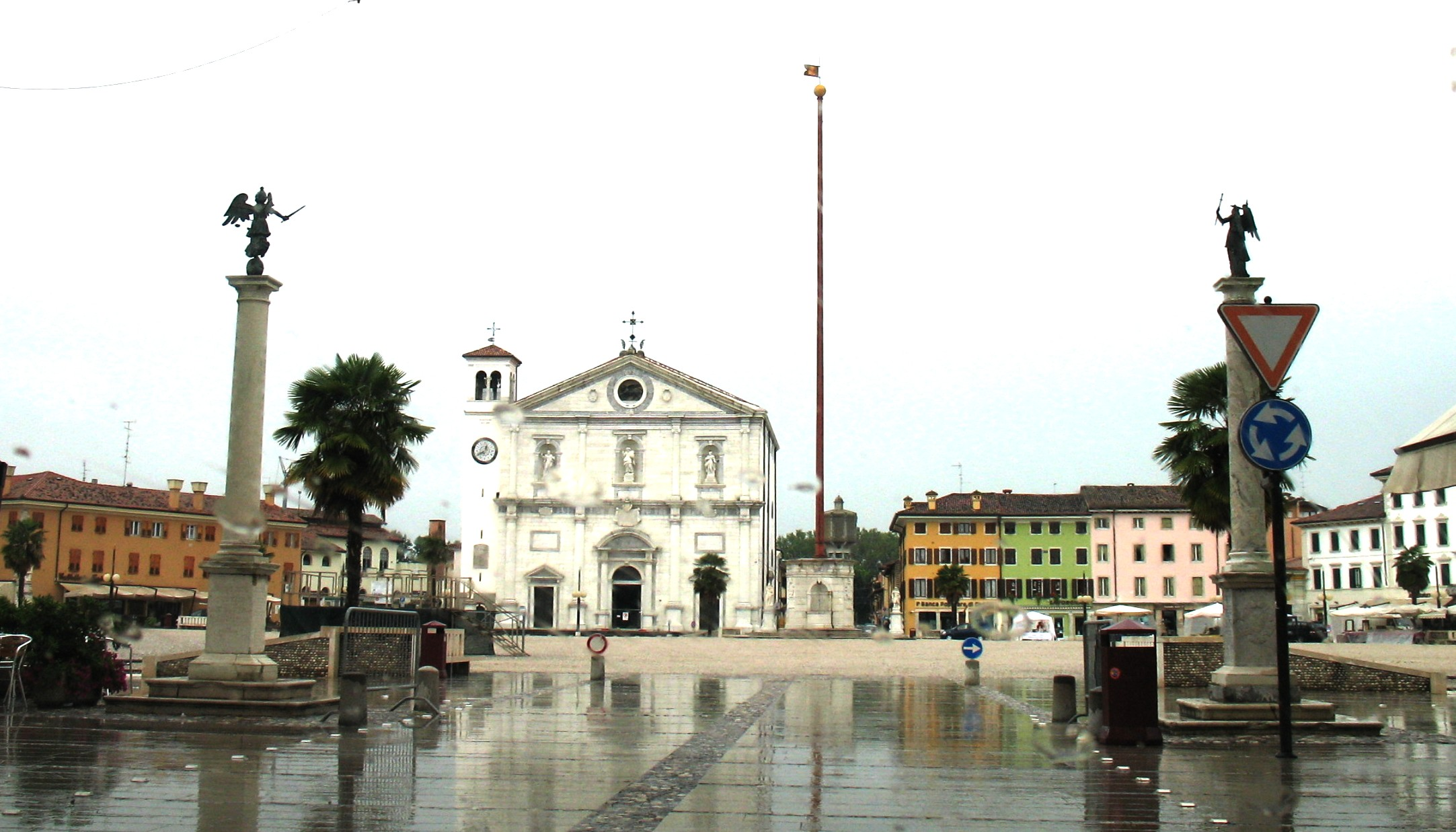
Центральна площа Piazza Grande.

Пальманова (італ. Palmanova) — муніципалітет і місто-фортеця комуни на північному сході Італії, у регіоні Фріулі-Венеція-Джулія, провінція Удіне. Місто є прикладом зоряного форту пізнього ренесансу, збудованого Венеційською республікою 1593 року.
Укріплення були включені ЮНЕСКО до «Списку світової спадщини як частина венеційських робіт оборони між 15-м і 17-го століть: Stato та Terra — західній Колонії Венеції» в 2017 році.
Населення — 5465 осіб (2014).
Щорічний фестиваль відбувається 7 жовтня. Покровитель — Redentore.

## Транспортна інфраструктура

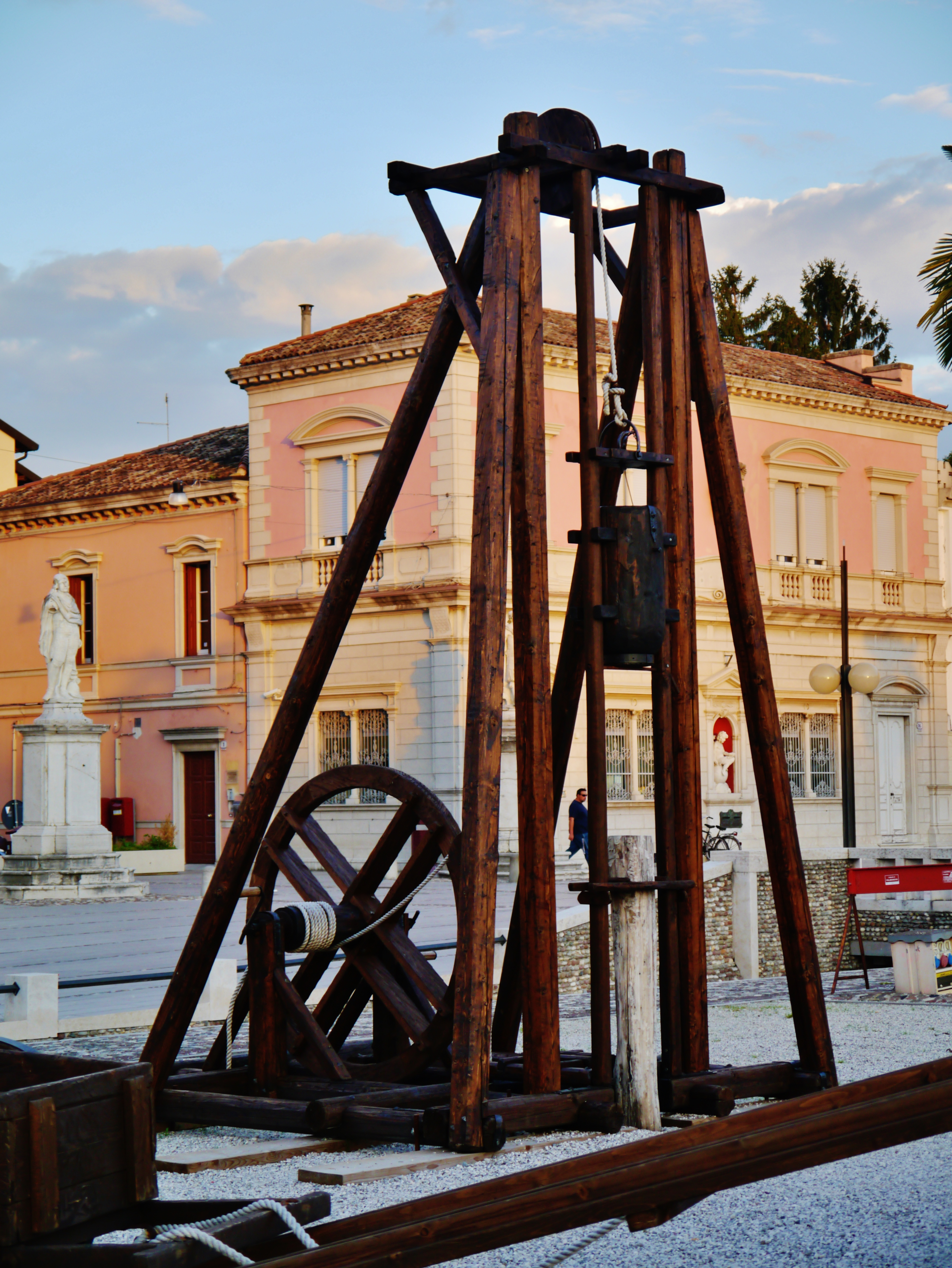

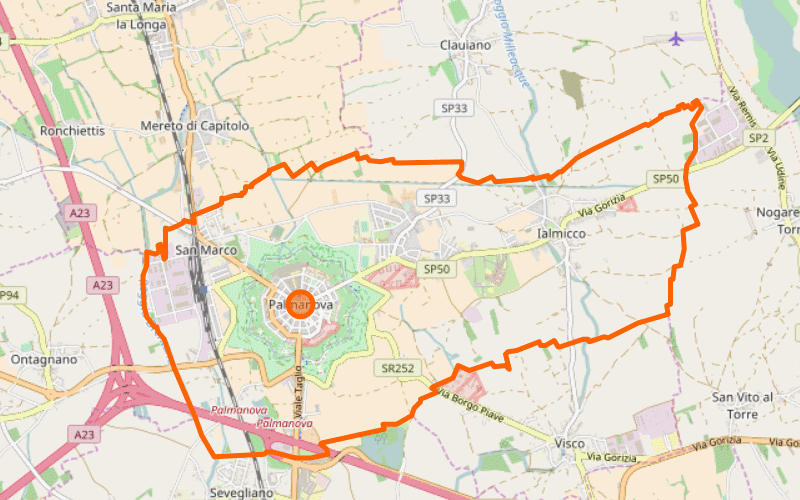
Транспортна інфраструктура міста-фортеці.

Пальманова розташована на відстані близько 450 км на північ від Рима, на південь від Удіне у південно-східній частині автономної області Фріулі-Венеція-Джулія, неподалік від кордону зі Словенією. Місто знаходиться в 20 км від Удіне , 28 км (17 миль) від Гориції та 55 км (34 миль) від Трієста, недалеко від вузла автомагістралей A23 і А4 .

## Демографія

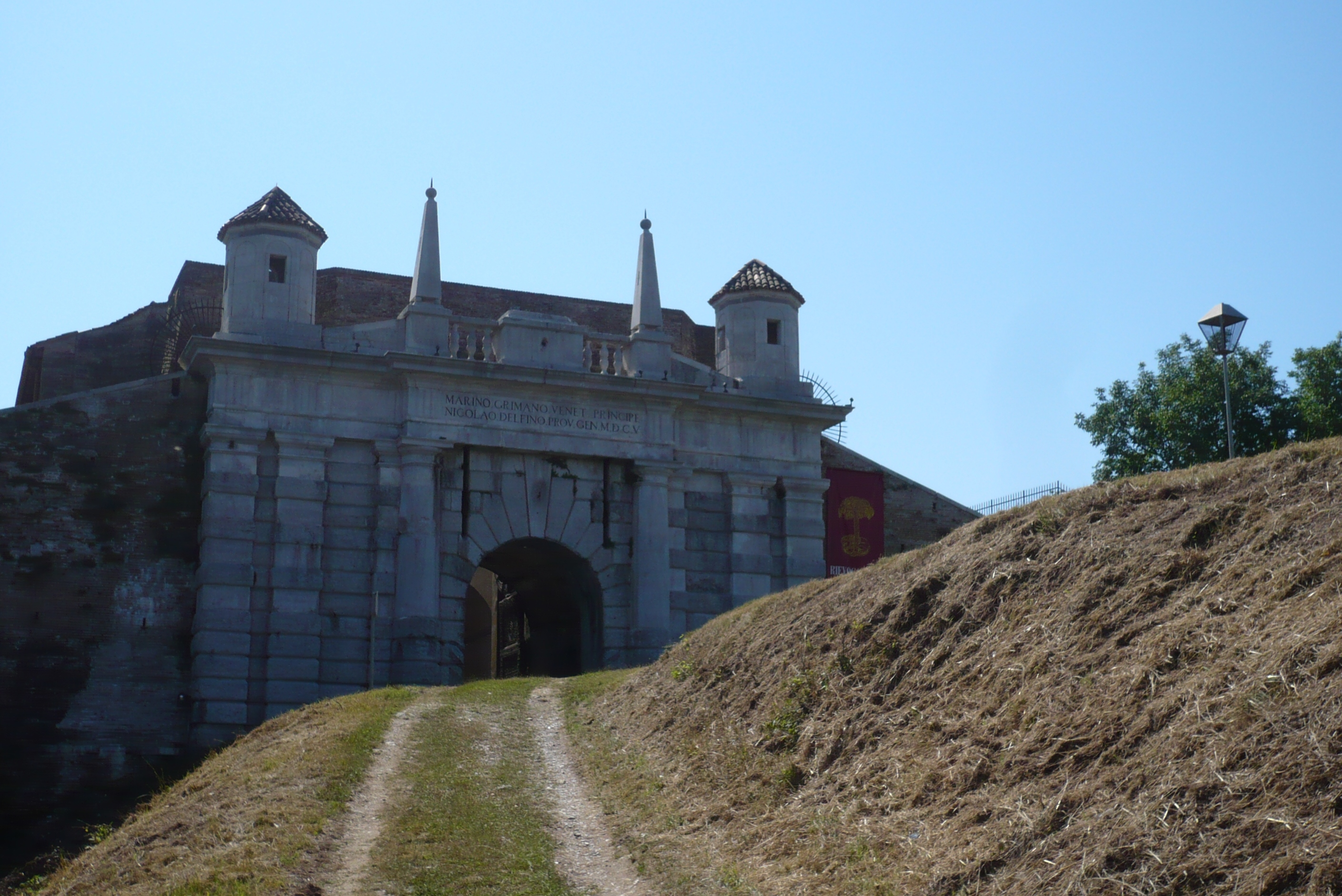
Ворота Удіне.

Населення за роками:

Станом на 1 січня 2023 року в муніципалітеті офіційно проживав 481 іноземець з 40 країн, серед них 135 громадян країн Євросоюзу та 27 громадян України.

## Архітектура міста

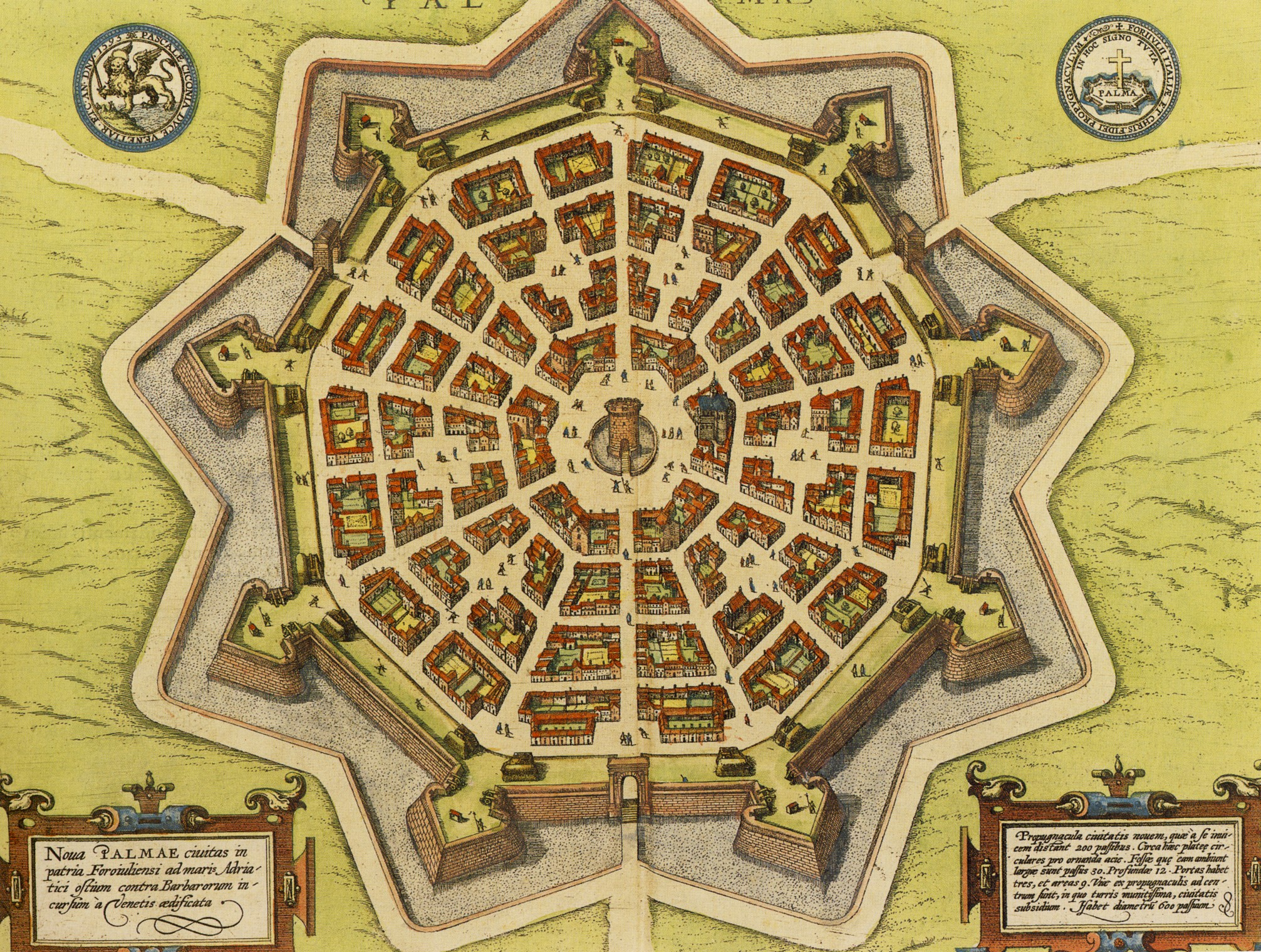
Карта міста-фортеці 1593 року.

Фортеця і «ідеальне місто» Пальма Нова заснована 1593 року та будувалася більше століття, і є зразковим фортифікаційним проєктом свого часу.
Автором проєкту міста-фортеці став відомий італійський архітектор Вінченцо Скамоцці, який працював під керівництвом військового інженера Джуліо Саворняно.
Пальманова повинна була стати зразком міста-фортеці. Але в той час воно мало також відповідати концепції ідеального міста епохи Відродження.
Відроджувалися давно забуті античні ідеї правильного розміщення міст, їх планування, створення мережі вулиць та площ, спорудження архітектурних ансамблів.
Фортеця належала Венеційській імперії і мала захищати кордони держави від австрійських і турецьких військ. Вона була оснащена двома кільцями фортифікаційних укріплень, земляними валами, ровами та равелінами, які захищали три підступи в місто — зі сторони Удіне, Чивідале та Аквілеї.
В плані — правильний 9-кутник площею 13,32 км² і обнесене місто ровом. Це було запроєктовано відповідно до тогочасного розуміння воєнних споруд. Всі бастіони розташовані так, щоб захищати один одного. Укріплення будували в дві лінії, а між ними найвищими точками променів зірки насипали кріпосні вали таким чином, щоб будь-який з дев'яти «кутів» міг у разі атаки отримати підтримку і допомогу від сусіднього «кута». Саме тому кількість бастіонів та довжина кожного променю валу в точності відповідає дальності досягнення ядер середньовічних гармат. Така форма забезпечувала 360 — градусну оборону. До середини ХІХ століття фортеця являла собою зразок фортифікаційного архітектурного мистецтва.
У місто можна було потрапити лише через одні з трьох воріт.
Після зведення фортеця успішно відбивала атаки турків, однак її продовжували укріпляти новими кільцями захисту, аж до наполеонівського часу. У першу світову війну місто-фортеця стало шпиталем, у другу світову його зробили своїм штабом фашисти. Місто багато разів переходило із рук в руки, поки не залишилось на італійській території. Наразі у місті проживає майже 5,5 тисяч мешканців.
В центрі міста розташована площа у формі правильного шестикутника, від якої до стін мурів відходять шість вулиць. Три з них впираються в захисні споруди, інші три закінчуються монументальними міськими воротами.
Південні ворота Аквілеї або Маріттіма були збудовані найпершими і деякий час були єдиними.
Північно-західні ворота Ундіне були зведені одночасно з воротами Чівідаде в 1605 році і складалися також і з двох великих коліс, які піднімали фортифікаційний міст. На зовнішньому фасаді зображено лева святого Марка, який лежить на двох невеликих підмурках. Внутрішній простір воріт складається з камінної зали та інших приміщень, які були призначені для охорони та медичних працівників.
Північно-східні ворота Чівідаде на вигляд простіші. На фасаді ліпнина із зображенням сплячого лева святого Марка над наріжним каменем. У внутрішньому дворику розташовані приміщення для охорони та вартових. Наразі там розташовано Військово-історичний музей. Експонати музею розповідають про чотири періоди в історії міста: венеційському, наполеонівському, австрійському та італійському. Також є можливість ознайомитися з комплексом міської структури та системою фортифікаційних споруд.
Пальманову важко помітити, коли проїжджаєш магістраллю неподалік. Лише наблизившись до нього, за зеленим земляним валом з'являються типові для країни черепичні дахи, а шлях перегороджують ворота з істрійського каменю.

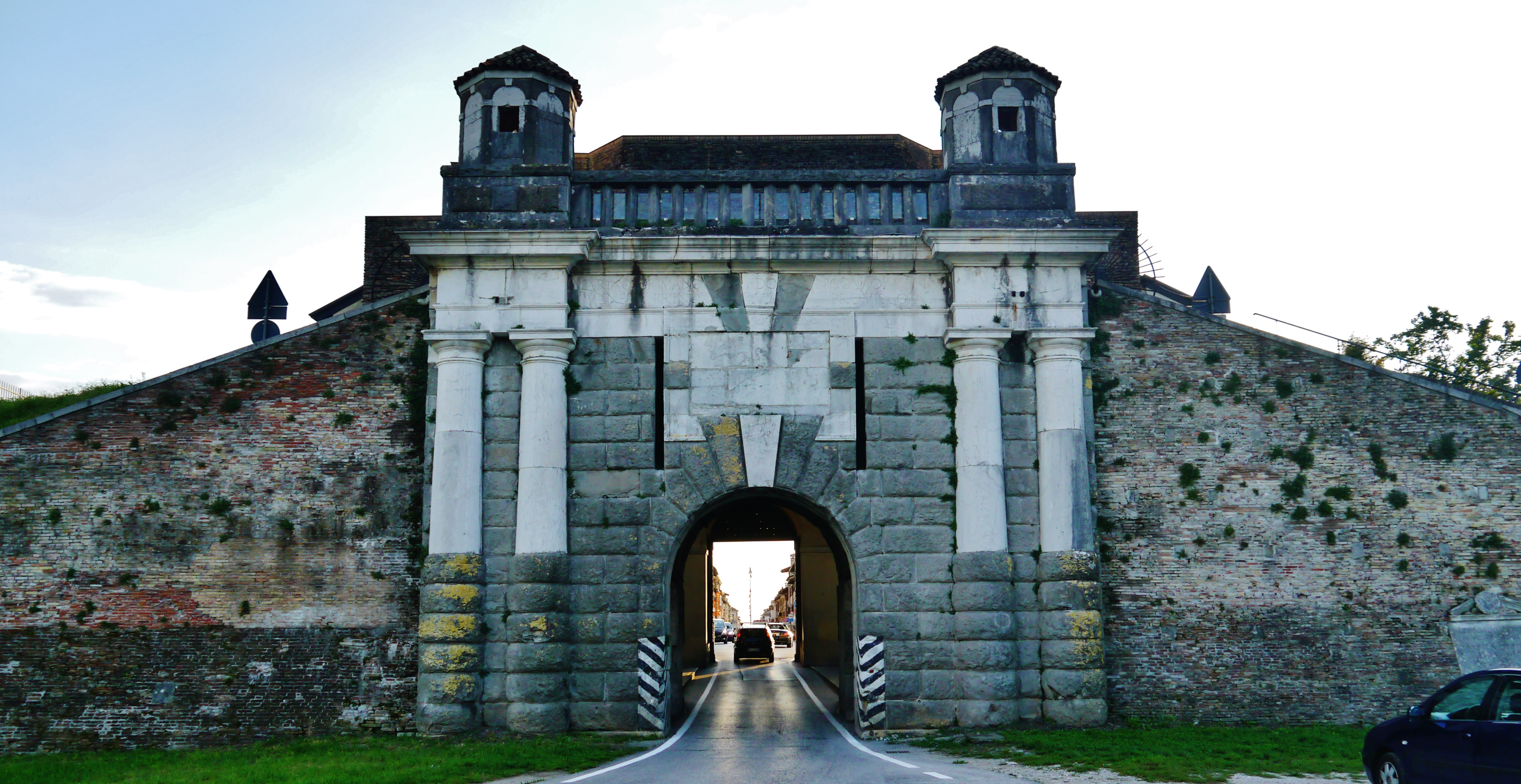
Ворота Чівідале побудовані 1605 року.

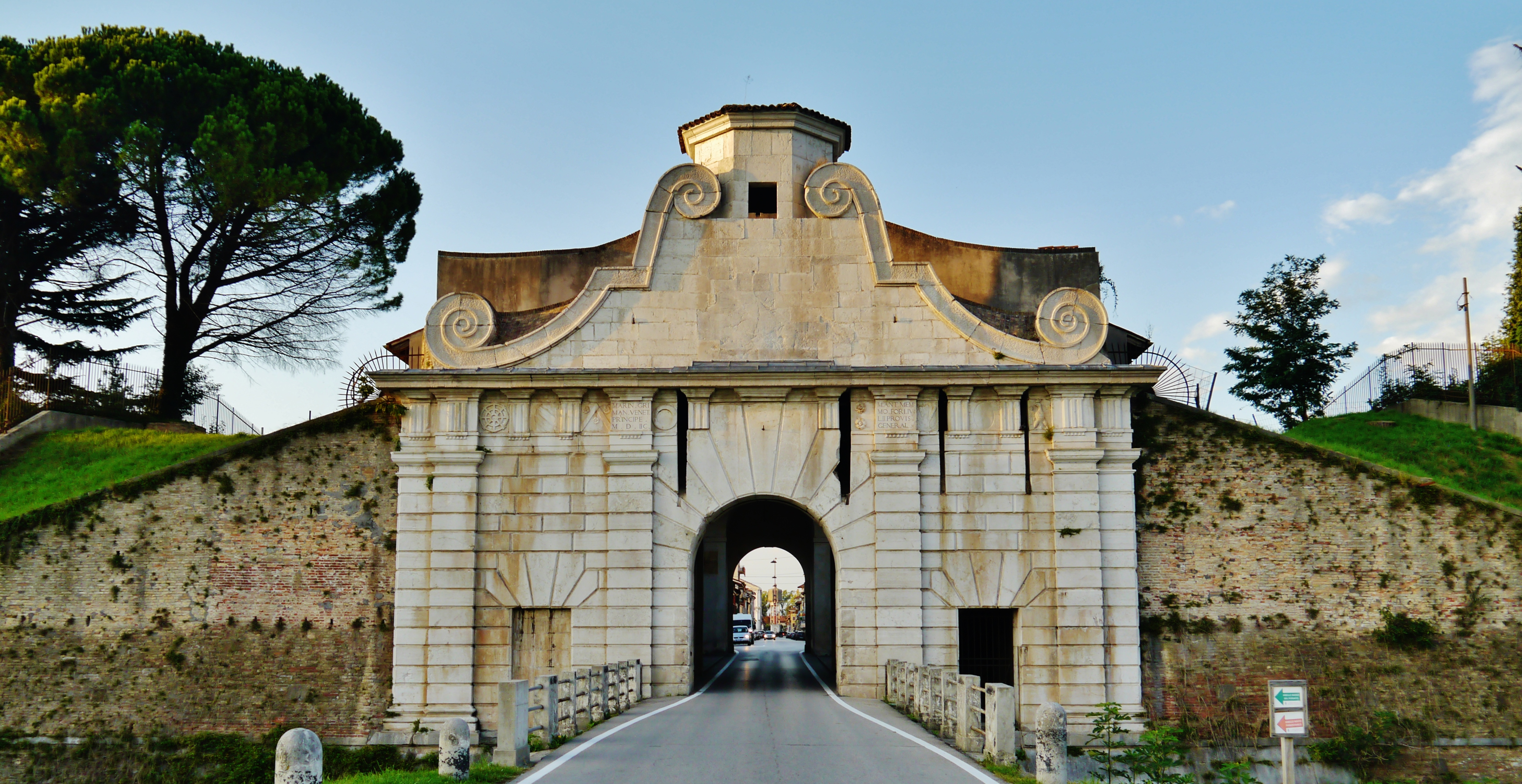
Ворота Аквілеї.

Ідеалісти — теоретики спробували реалізувати утопічну ідею, що симетрія реально допомагає людям гармонічно жити і розвиватися. За задумом будівельників, місто мало процвітати завдяки купцям, ремісникам і фермерам. Пальманова повинна була залучити нових поселенців точно вивіреною геометричною конструкцією міста, ідеально рівними дорогами, правильно розміщеними будинками. Передбачалося, що кожен житель отримає рівні наділи землі, у кожного буде своє заняття. А військові та громадяни міста будуть гармонійно співіснувати в дружбі та злагоді і працювати на благо міста.
На території міста був університет, дві торгові площі, біржова площа, площа для торгівлі сіном та дровами. Місто прорізала річка. У місті розташовано було вісім приходських церков.
Та венеційці недостатньо оцінили масштаб будівельних робіт. Тільки спорудження центральної частини міста тривало протягом трьох десятків років. Бастіонні укріплення будувалися ще довше, будівництво їх завершилося лише на початку ХІХ століття.

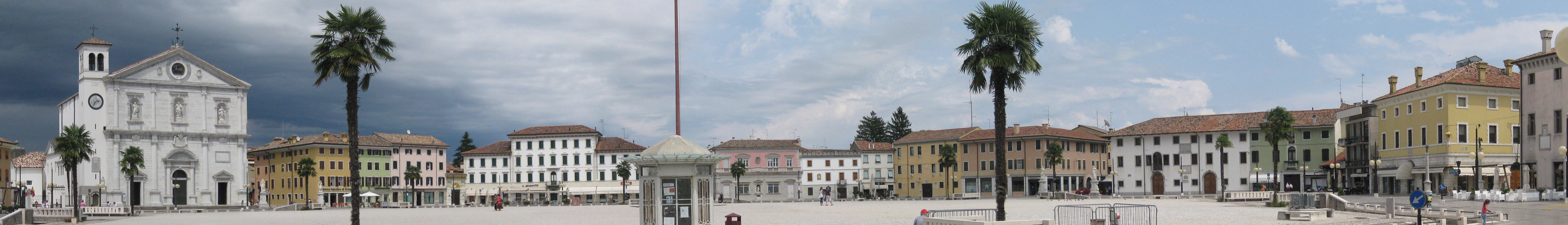
Панорама центральної площі міста.

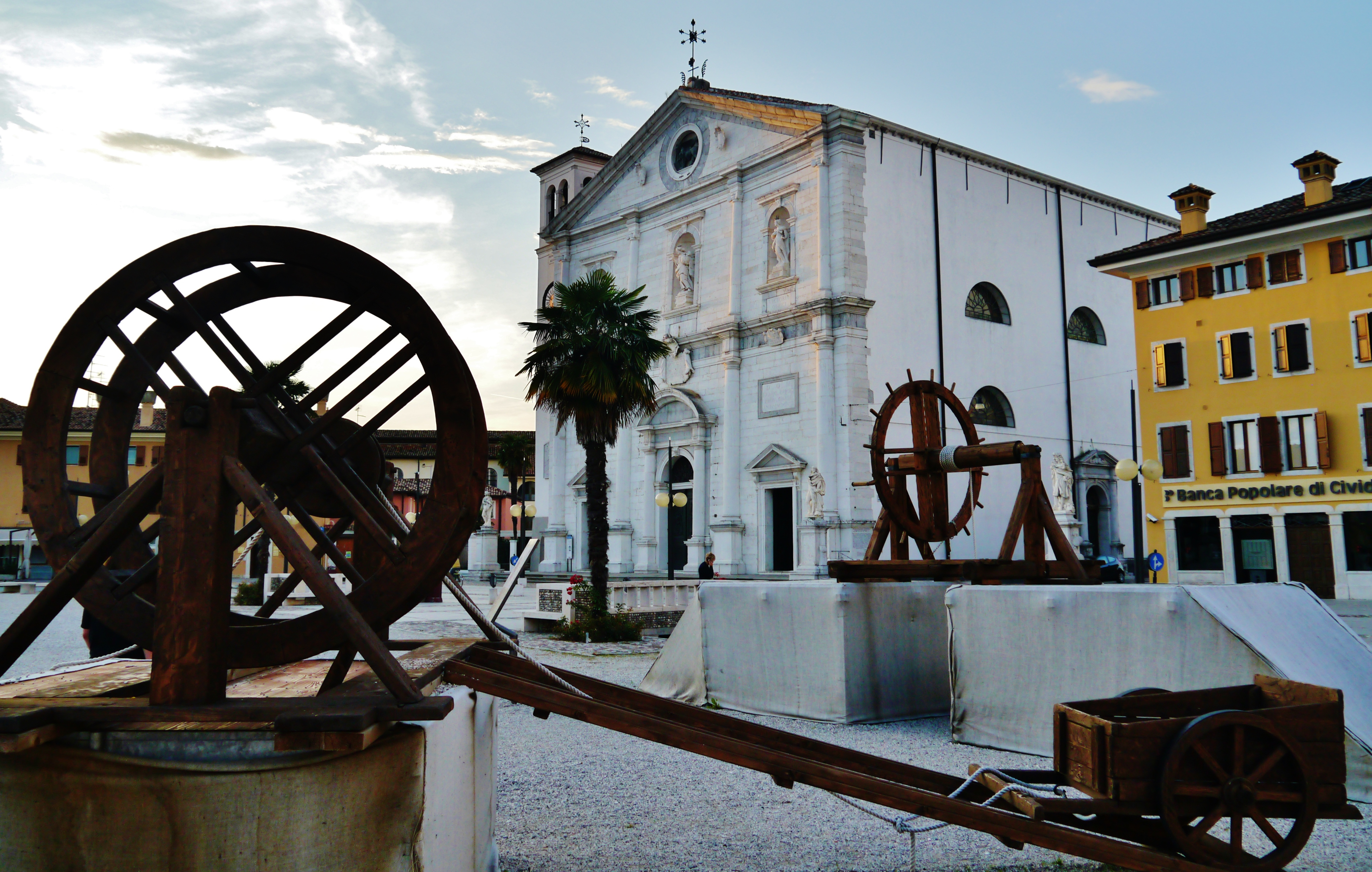
На площі Piazza Grande розташований історичний музей міст під відкритим небом. Цей музей складається з різних оборонних експонатів.

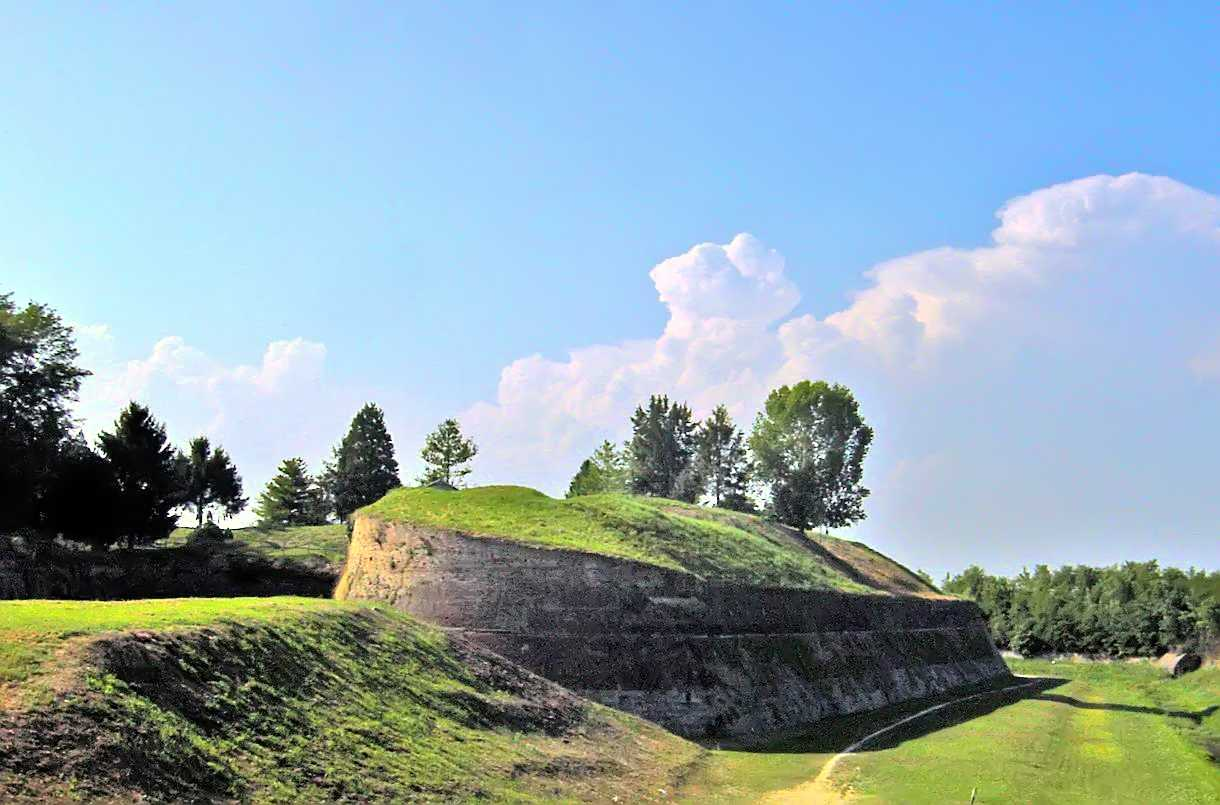
Оборонні вали Пальма-Нової.

А згодом стало фактом те, що мешканці Венеції зовсім не хочуть міняти місце свого проживання та переїжджати з звичного їм міста з гондолами та каналами у, хоч і нове, та зовсім необжите місто, до того ж розташоване в чистому полі на кордоні з небезпечним ворогом. Незважаючи на привабливі перспективи, Пальманова була порожньою, ніхто не бажав жити в місті-фортеці. Тоді венеційський уряд пішов на відчайдушний крок: у 1622 році були помилувані деякі ув'язнені і поселені в Пальманова, вони і стали першими мешканцями.
Що стосується військової історії міста, то справжніх боїв Пальманова не бачила і свою головну задачу — стати неприступним містом — фортецею, не виконала. В 1797 році австрійська армія обманом зайшла в фортецю. Та не довго австрійці раділи перемозі — в 1805 році фортецею заволоділи французи. В цей період з'явився третє коло укріплень. Після підписання Кампо-Формійського мирного договору в 1814 році, місто-зірка знову повернулося Габсбургам. Ними було збудовано театр, який став головною культурною спорудою міста. В 1848 році жителі міста підняли бунт проти австрійців. В 1866 році Пальманова приєдналася до Італійського королівства.
У роки Першої світової війни на території міста-фортеці розташовувалися італійські військові госпіталі та склади. Після битви при Капоретто місто було підпалене відступавшими військами італійської армії.
Під час Другої світової війни в Пальманова знаходилася база італійських солдатів, що воювали проти антифашистських партизан, які промишляли в регіоні. Німці помилували місто-фортецю, і не стали руйнувати його. В цьому велика заслуга протоірея Джузеппе Мерліно.
У 1960 році, відповідно до Указу Президента Італійської республіки, місто Пальманова було визнаний національним пам'ятником архітектури.
Головна площа Пальманова — П'яцца Гранде — знаходиться в самому центрі міста — зірки, і є правильним шестикутним простором, від неї відходять шість радіальних вулиць. На площі розташовані всі основні споруди воєнного та громадського призначення: палац губернатора, собор, будинок священника, військовий шпиталь та інші. В центрі площі встановлено високу колону на основі з істрійського каменю — символу фортеці. По периметру площу височіють статуї представників знаті часів Венеційської Імперії.
Із внутрішньої забудови міста найбільш значимим є собор Duomo di Palmanova, зведений на початку 17 століття. Існує думка, що він зводився одночасно з містом. Будівництвом керував Джиромо Капелло, а ось точне ім'я архітектора невідомо. Існує припущення що це були Бальдассаре Лонгена та Вінченцо Скамоцци, які були проєктантами і самого міста. Споруда є найкращим зразком венеційської архітектури у Фріулі. Пізніше всередині собору було розташовано вівтар Благовіщення Пресвятої Богородиці авторства Помпео Ранді. вів

## Собор Duomo di Palmanova
Собор Duomo di Palmanova розташований навпроти мерії Пальманова. Проєкт був створений в 1603 році, і в той же рік почалося будівництво, яке завершилося в 1636 році. Будівельну інспекцію очолював Джироламо Капелло, а ось точне ім'я архітектора невідомо.
Можливо, це були Бальдассаре Лонга і Вінченцо Скамоцці, якому належить і проєкт самого міста. Ця будівля стала найкращим прикладом венеційської архітектури під Фріулі, пізніше в його внутрішньому просторі розташувався вівтар Благовіщення Пресвятої Богородиці роботи Помпео Ранді. Собор не був висвячений до 1777 року, коли його включили в архієпископство Удіне.

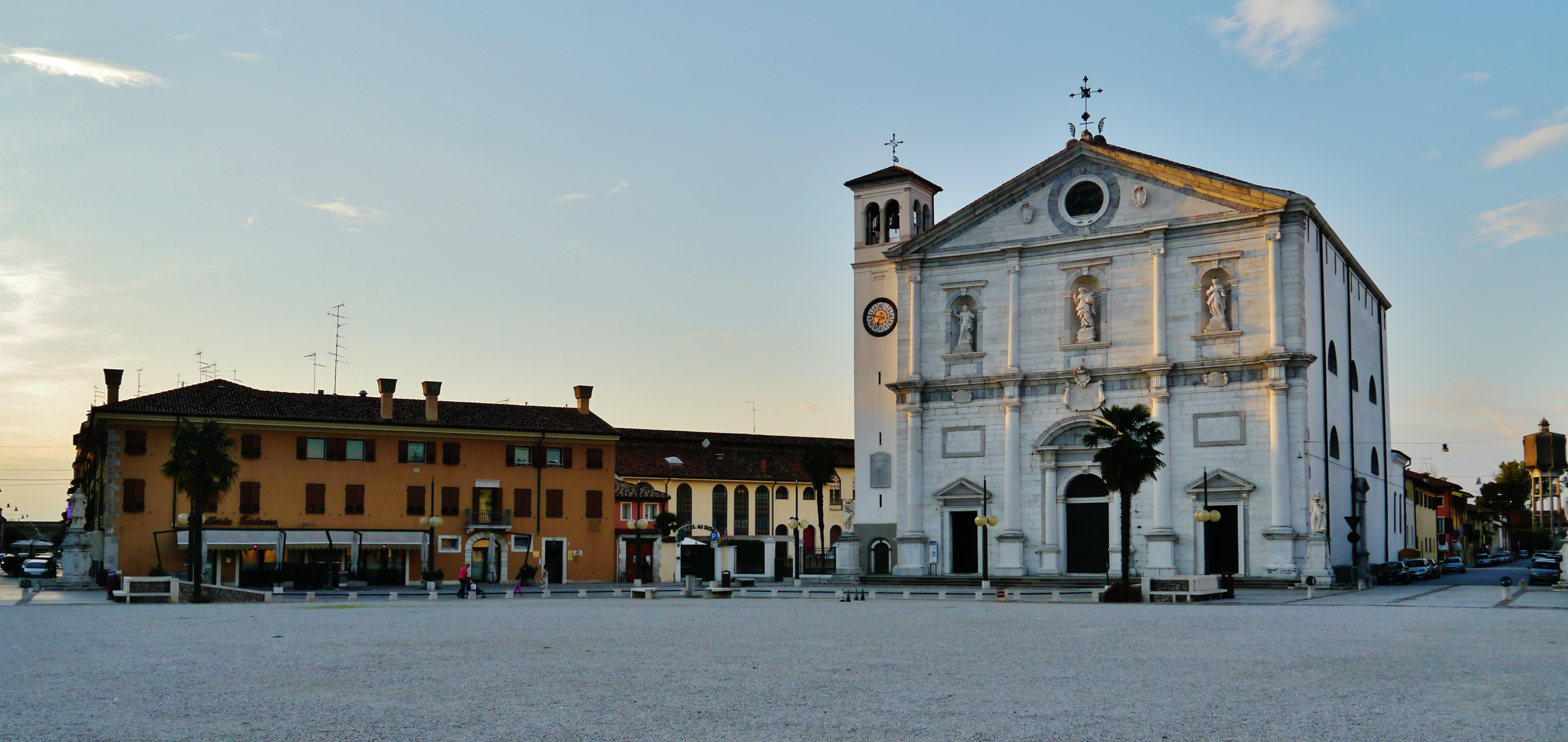
Собор Duomo di Palmanova.

Дзвіниця собору зведена в 1776 році, має особливу закорочену форму, щоб ворог під час нападу не зміг визначити місце розташування храму. В нішах фасаду розташовані статуї святої Іустіни Падуанської — одної із святих покровителів Падуї, Марка і Христа. Фасад споруджено із істрійського каменю. Собор було відновлено в 2000 році.

## Статуї генералів фортець
Навколо площі встановлено 11 статуй, що зображують генералів фортеці.
На підставі постаментів вибиті фрази:
- «Не роби в своєму майбутньому того, що ти не хотів би отримати»;
- «Той хто, бажає повернення рабства, залишається жертвою під деревом»;
- «Війна проти тиранів, світло для народу»;
- «Братство — це основне значення рівності, свободи і справедливості»;
- «Народ користується твоїми законами, але не забувай ніколи про свої обов'язки»;
- «Народ, ось хто створює правителя».

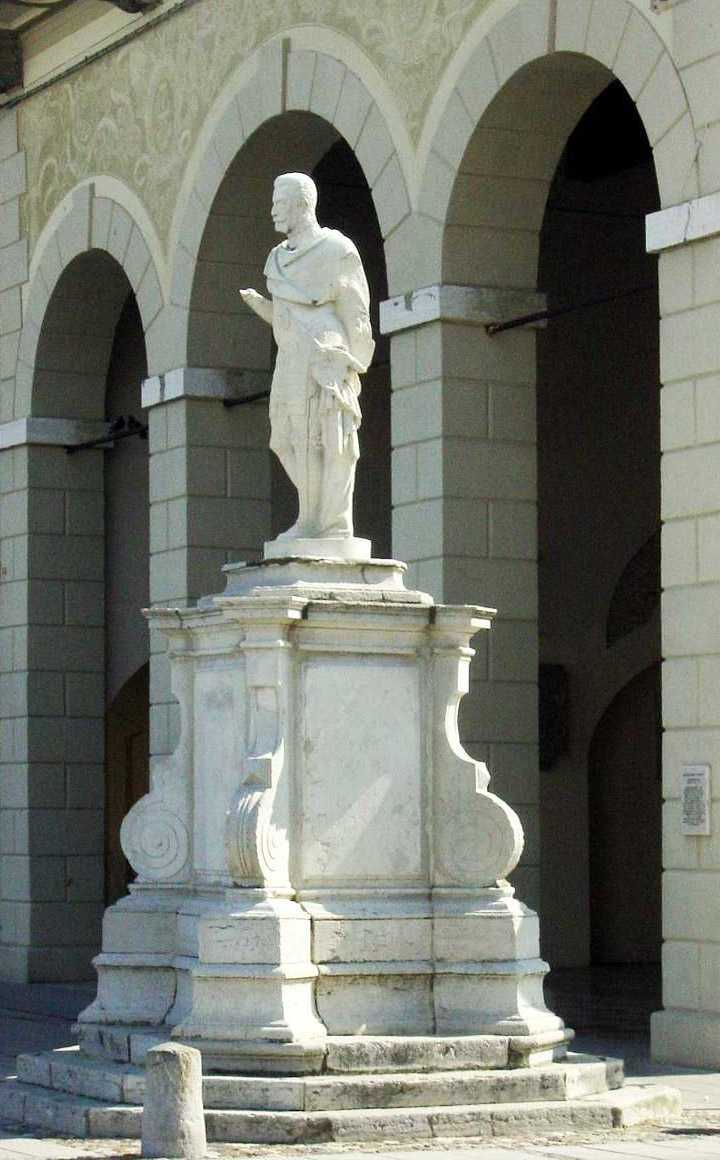
Статуї, що зображують генералів фортеці.

## Військово-історичний музей
Військово-історичний музей знаходиться в підземеллі воріт Чивідале і демонструє форму, документи і пам'ятні предмети, пов'язані з міським гарнізоном з 1593 року до закінчення Другої світової війни. Тут же знаходяться безліч репродукцій міста, що відносяться до різних періодів його розвитку.

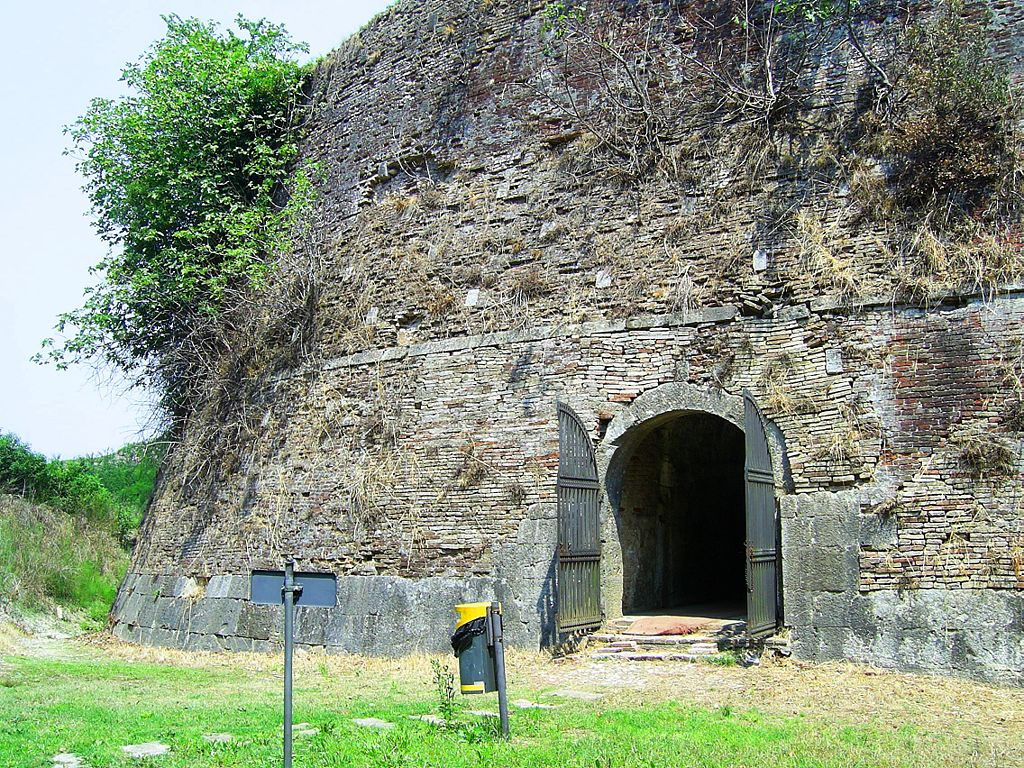
Вхід у військово-історичний музей.

## Сучасна Пальманова
В наш час Пальманова не виконує ті цілі, за для яких місто було збудоване. І це зрозуміло. Ідеальне геометричне планування і сучасна на той час фортифікація виявились недостатнім стимулом для збільшення кількості мешканців. Відсутність розвинутої інфраструктури та недостатня кількість робочих місць зіграли визначальну роль в прирості населення міста і в подальші віки. Пальманова був спроєктований для гармонійного проживання 20 тисяч мешканців, та більше ніж 10 тисяч у ньому ніколи не проживали. Більшість казарм спустошені. Скромного бюджету міста не вистачає для реконструкції та підтримки усіх історичних споруд. Саме тому владою було прийнято рішення про продаж споруд приватним особам, які мають провести реконструкцію взятих будівель і відкрити їх для відвідування туристичними групами. Потік туристів з кожним роком збільшується, місто радісно їх приймає, акцентуючи унікальність проєкту своєї фортеці і дивуючи театралізованими культурно — історичними заходами — як наприклад, карнавалами.

## Сусідні муніципалітети
- Баньярія-Арса
- Бічинікко
- Гонарс
- Сан-Віто-аль-Торре
- Санта-Марія-ла-Лонга
- Тривіньяно-Удінезе
- Віско